# Desmoncus chinantlensis
Desmoncus chinantlensis är en enhjärtbladig växtart som beskrevs av Frederik Michael Liebmann och Carl Friedrich Philipp von Martius. Desmoncus chinantlensis ingår i släktet Desmoncus och familjen Arecaceae. Inga underarter finns listade i Catalogue of Life.